# Wolf (manga)
Pour les articles homonymes, voir Wolf.

Wolf (Wolf, Akira Toriyama, janvier 1990). Manga publié Akira Toriyama - The World, l'art-book publié en janvier 1990.

## Analyse
Wolf n'est pas vraiment[pourquoi ?] un manga ; il s'agit plutôt d'une succession d'illustrations qui racontent l'histoire de Wolf, un loup à moto. C'est la vie quotidienne de ce personnage qui est présentée ici.